# Cabanas (Quinta do Anjo)
Cabanas é uma pequena aldeia pertencente à freguesia de Quinta do Anjo e ao município de Palmela. Destaca-se sobretudo pela indústria, pois é aqui que se situa a zona industrial de Palmela. Fábricas importantes na indústria nacional e internacional, como a AutoEuropa e a Coca-Cola (inquilina da Central Cash) marcam presença nesta zona.

## Cultura
No parque de merendas junto à Capela de São Gonçalo (Quinta do Anjo) realizam-se as Festas de Nossa Senhora da Ascensão em honra a São Gonçalo (patrono da aldeia). As festas iniciam-se na quinta-feira da Ascensão (dia da espiga) e terminam no domingo seguinte. Dia esse em que é rezada uma missa na capela e feita uma procissão que se inicia na igreja de Cabanas e termina na capela.
O Grupo Popular e Recreativo Cabanense (Sociedade) acolhe todos os anos espectáculos variados. Uns organizados pelo  grupo, como festas de Natal e bailes de Carnaval, outros, organizados e interpretados por grupos de fora, como por exemplo a Festa Dos Gaiatos. Todos os espectáculos ocorrem na sede do grupo, situada na Avenida Visconde Tojal.
O Botafogo Futebol Clube é o grupo desportivo sediado nesta localidade. Actualmente conta com uma equipa de futebol de onze seniores a disputar o campeonato da 1ª divisão distrital